# Biserica de lemn din Dumbrăvești

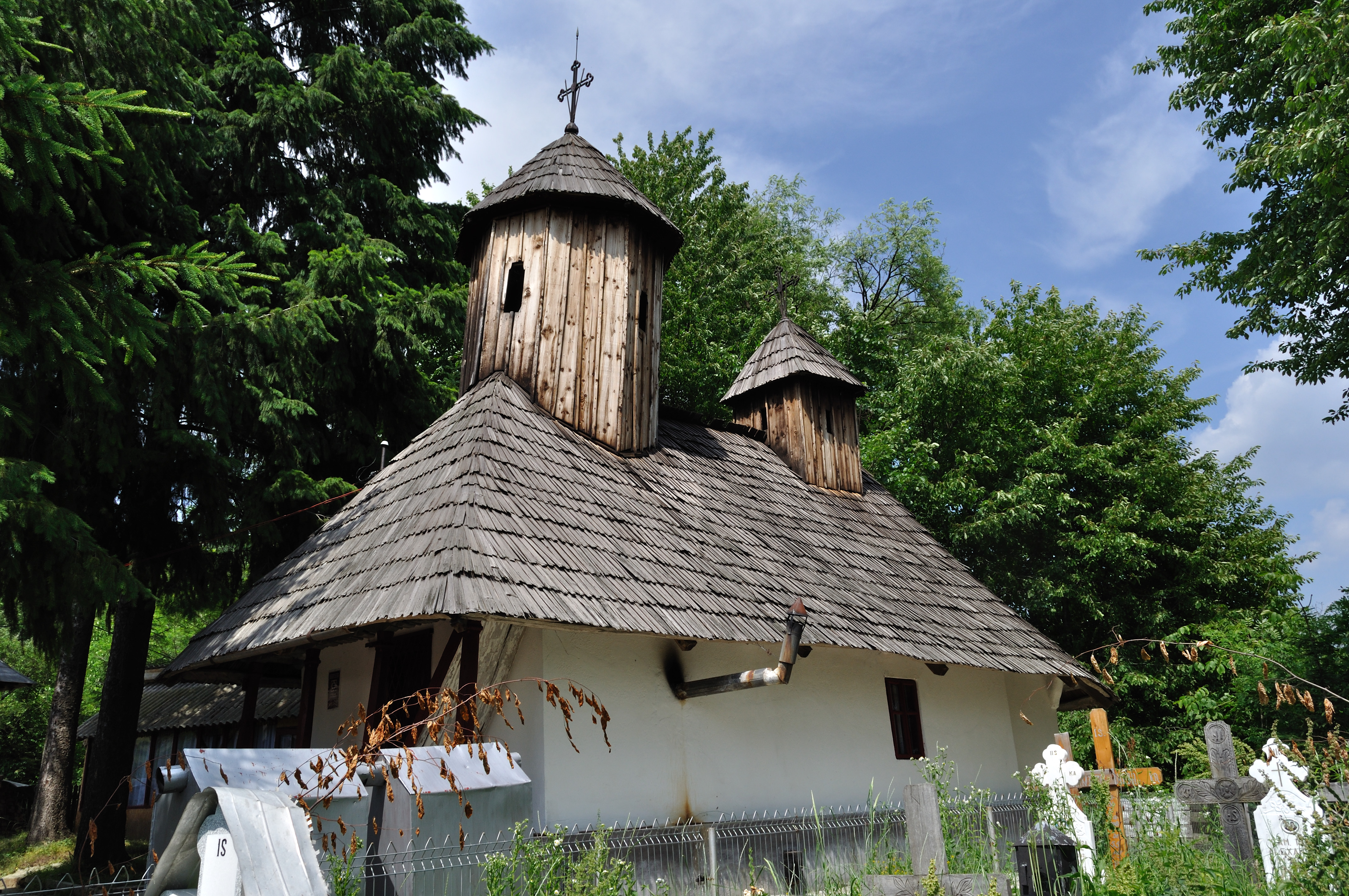
Biserica de lemn „Cuvioasa Paraschiva” din Dumbrăvești, județul Vâlcea, foto: iunie 2010.

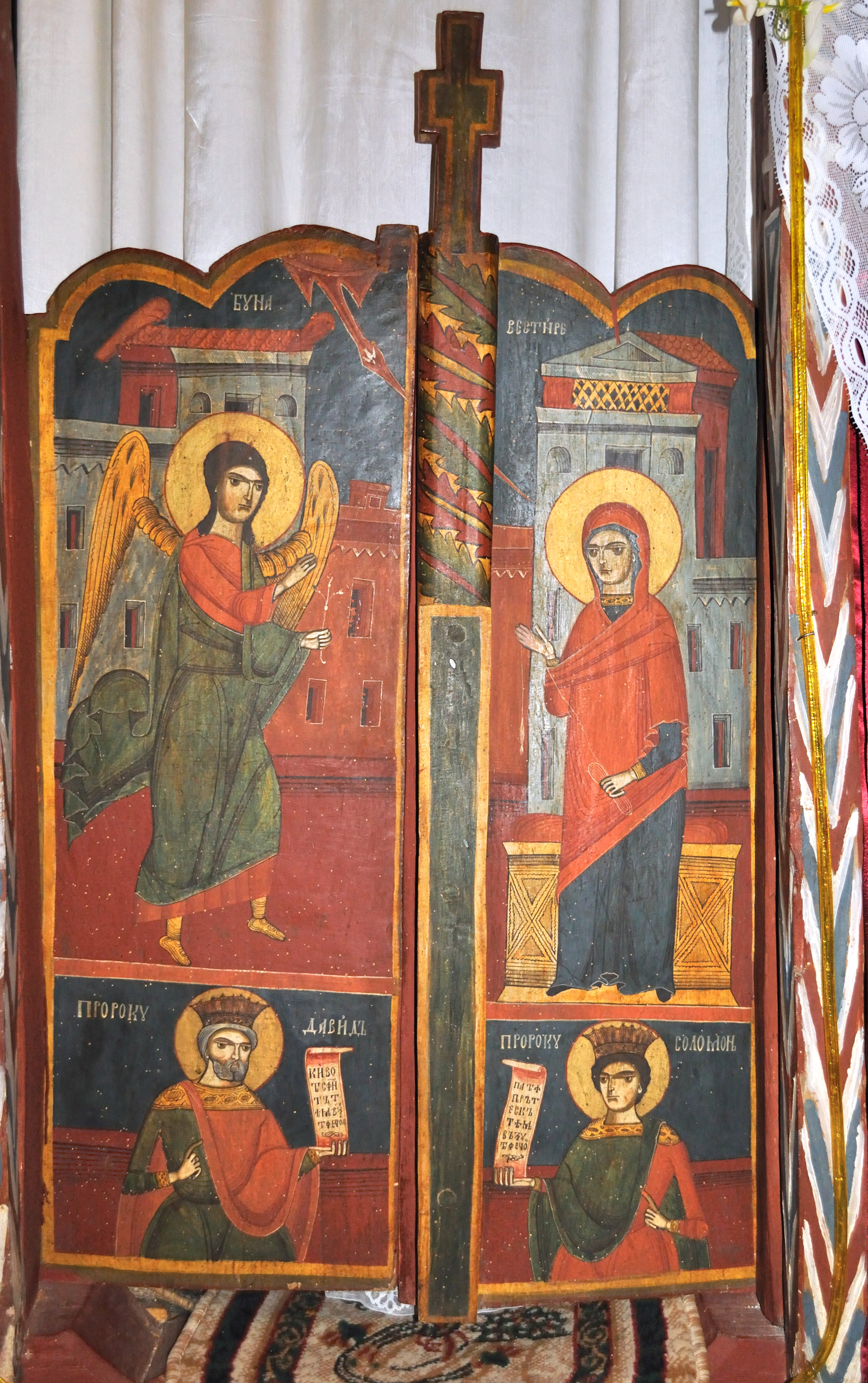
Ușile împărătești

Biserica de lemn din Dumbrăvești, comuna Tomșani, județul Vâlcea, a fost construită în 1757. Are hramul „Cuvioasa Paraschiva”. Biserica se află pe noua listă a monumentelor istorice sub codul LMI: cod LMI VL-II-m-B-09758.

## Imagini din exterior

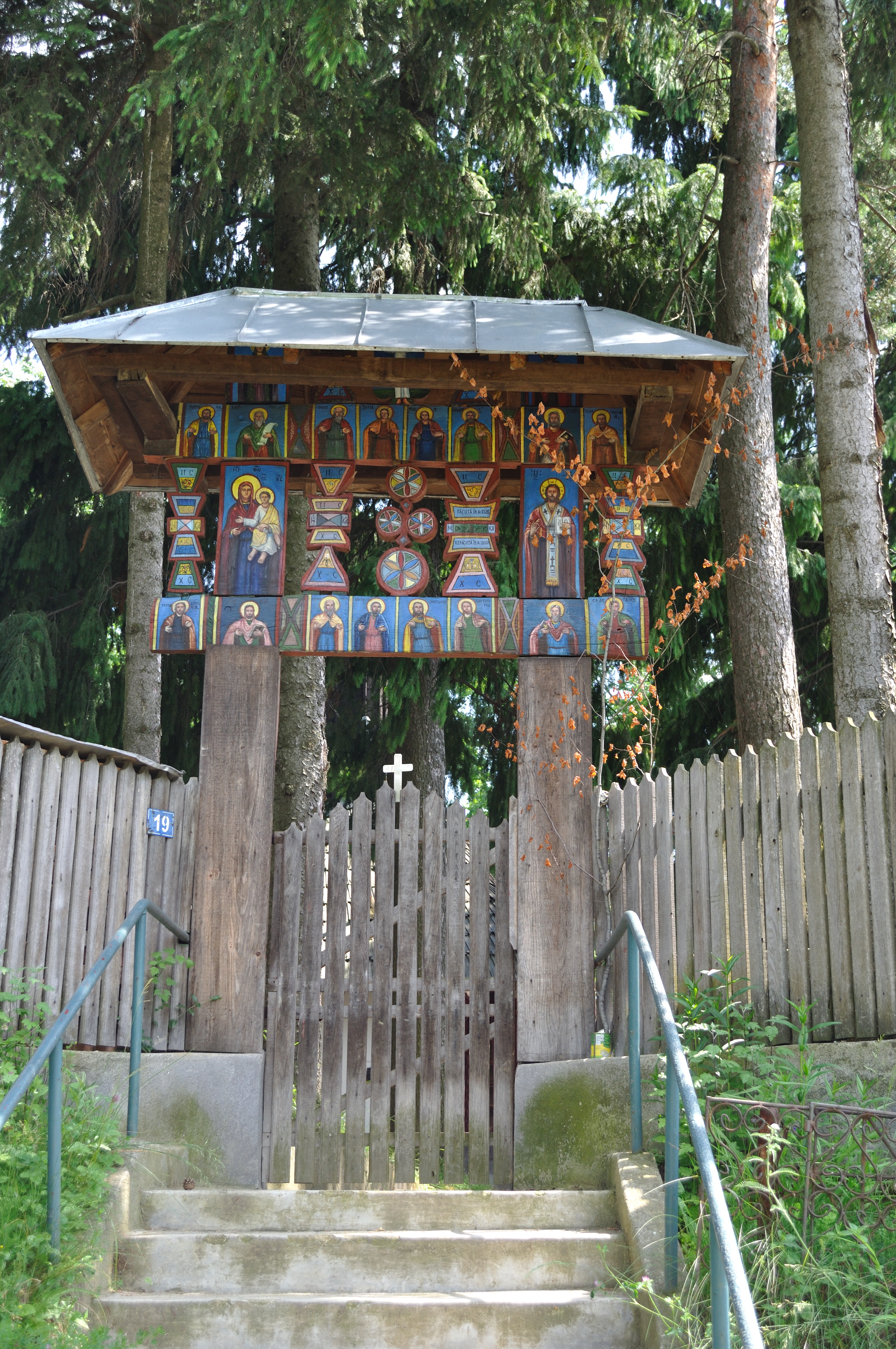
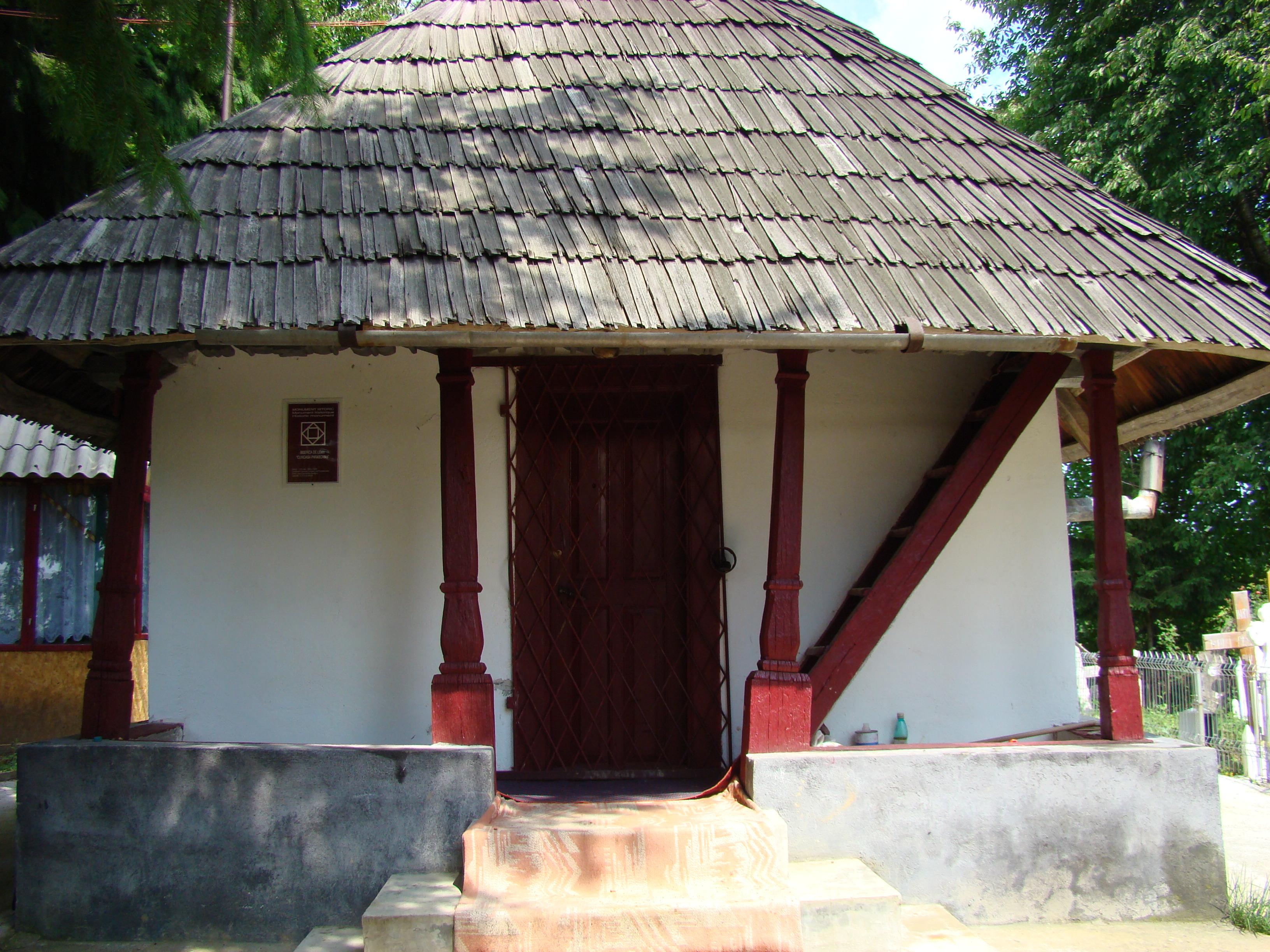
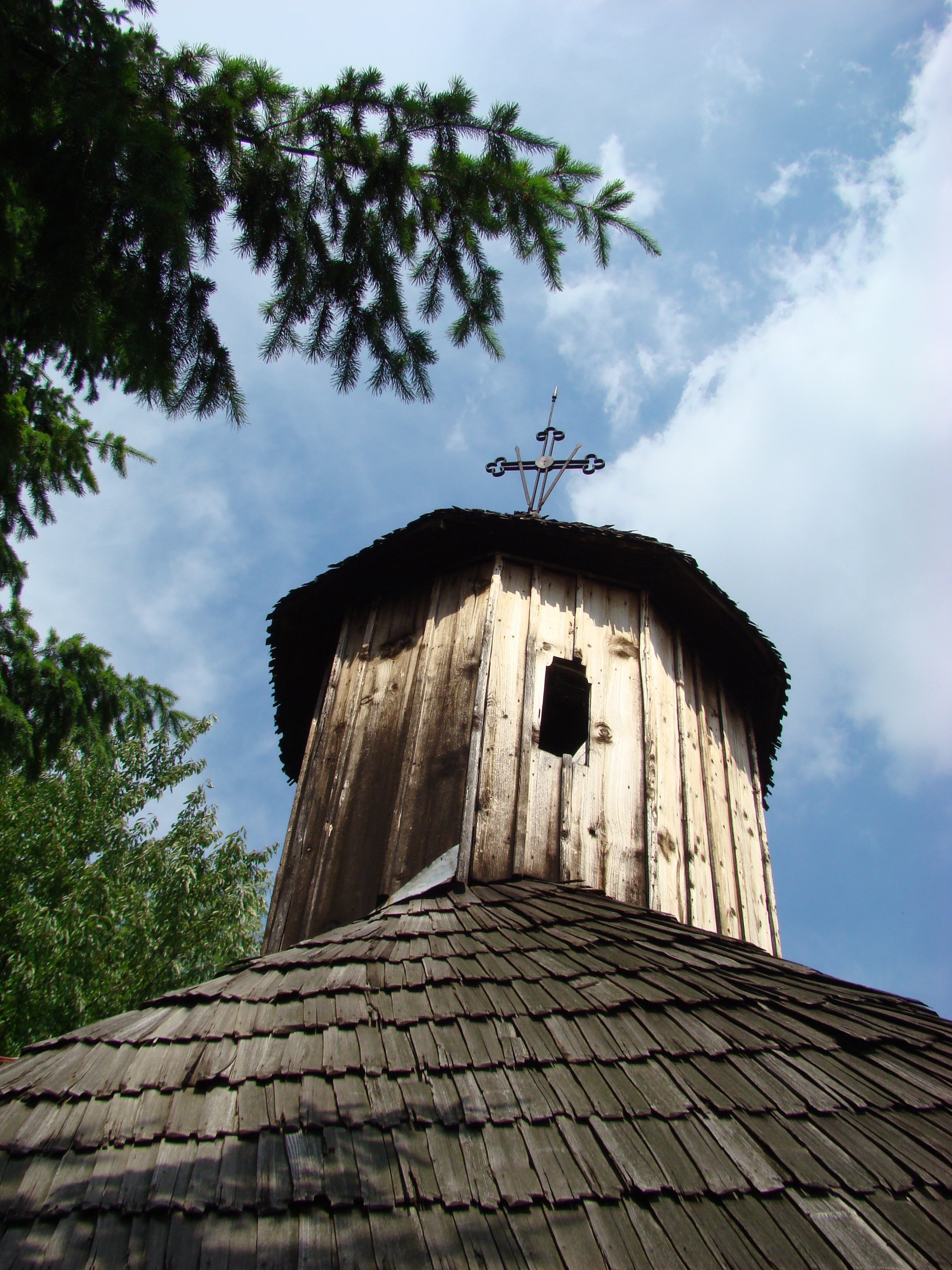
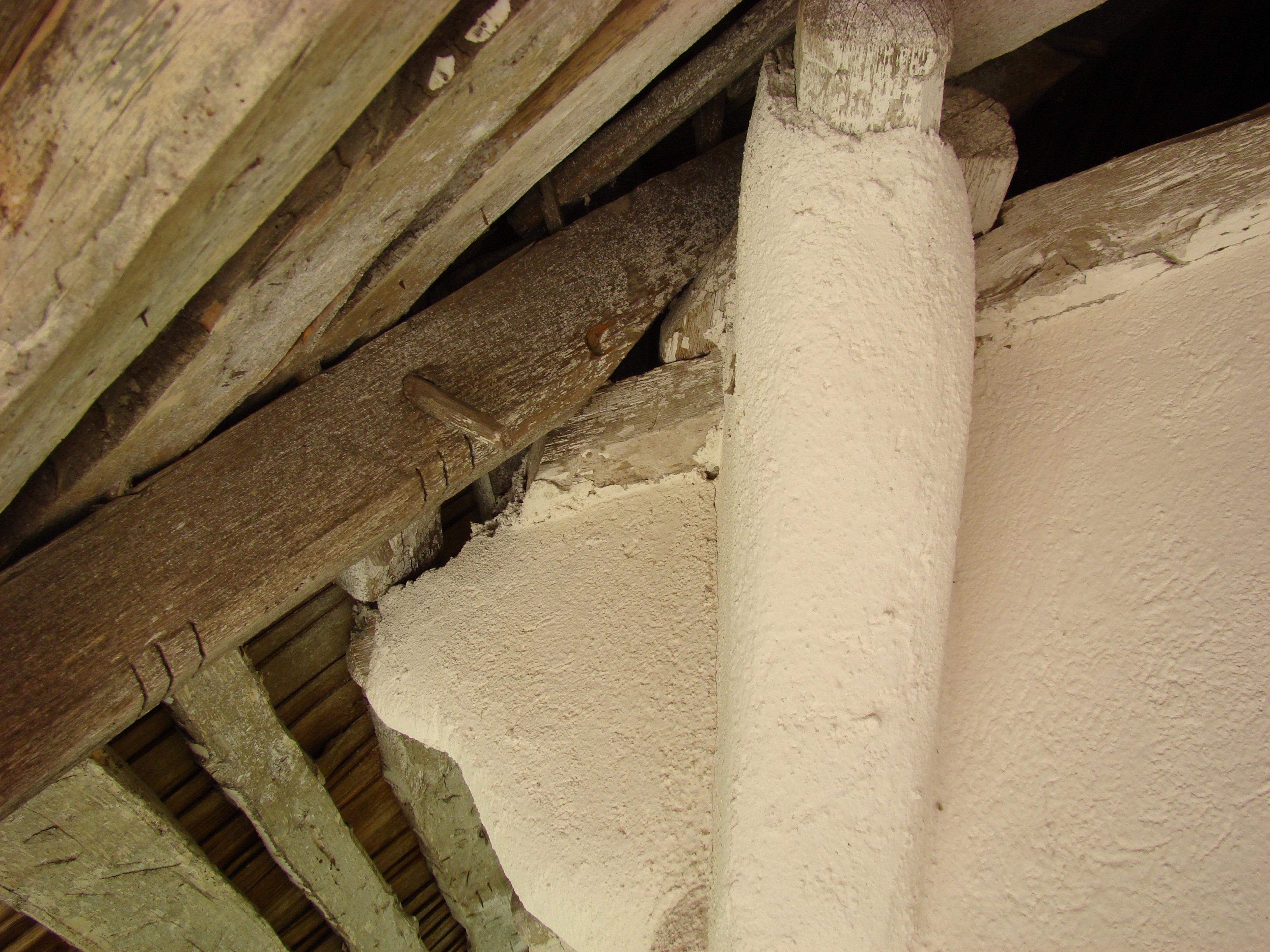
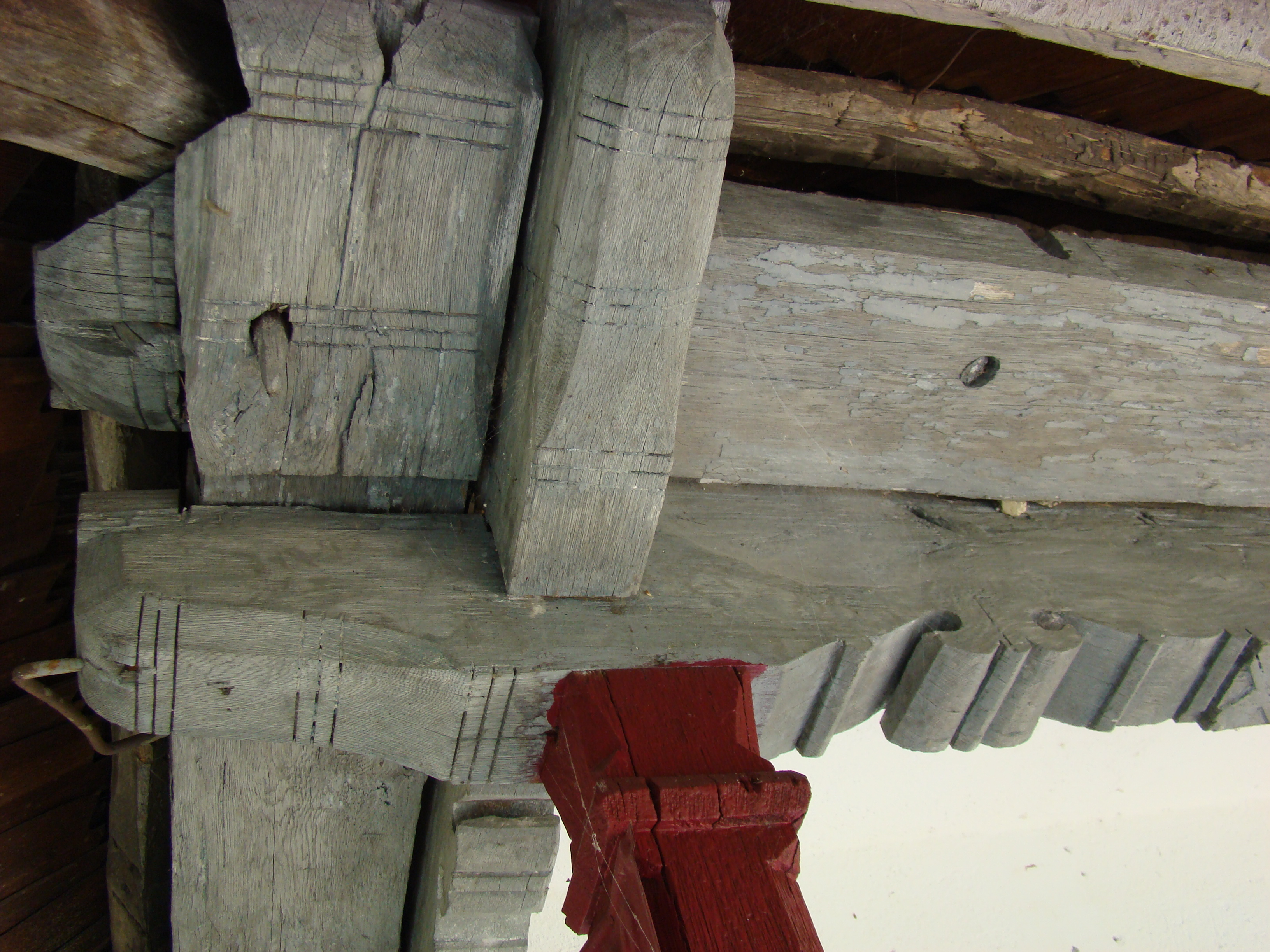
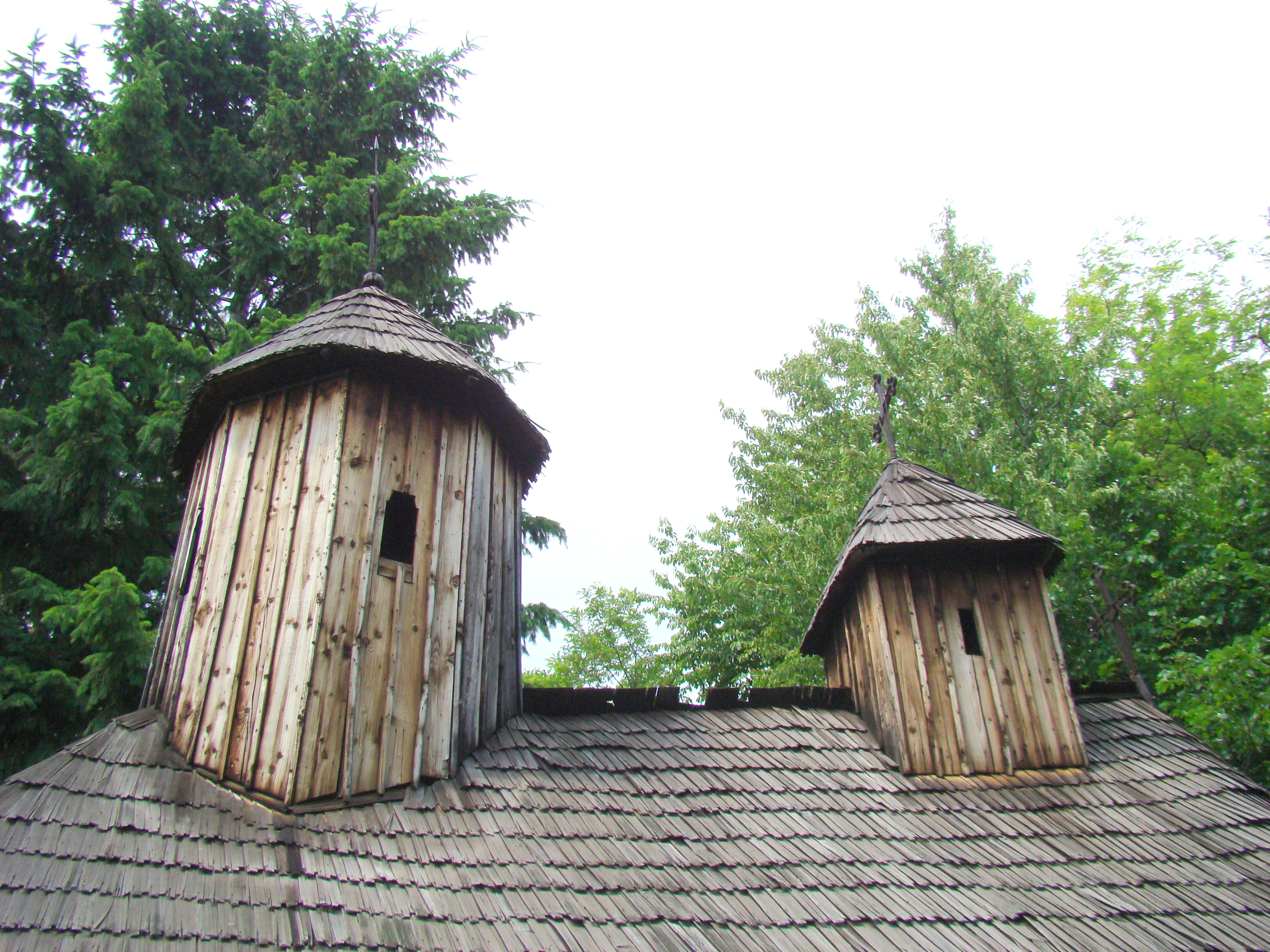
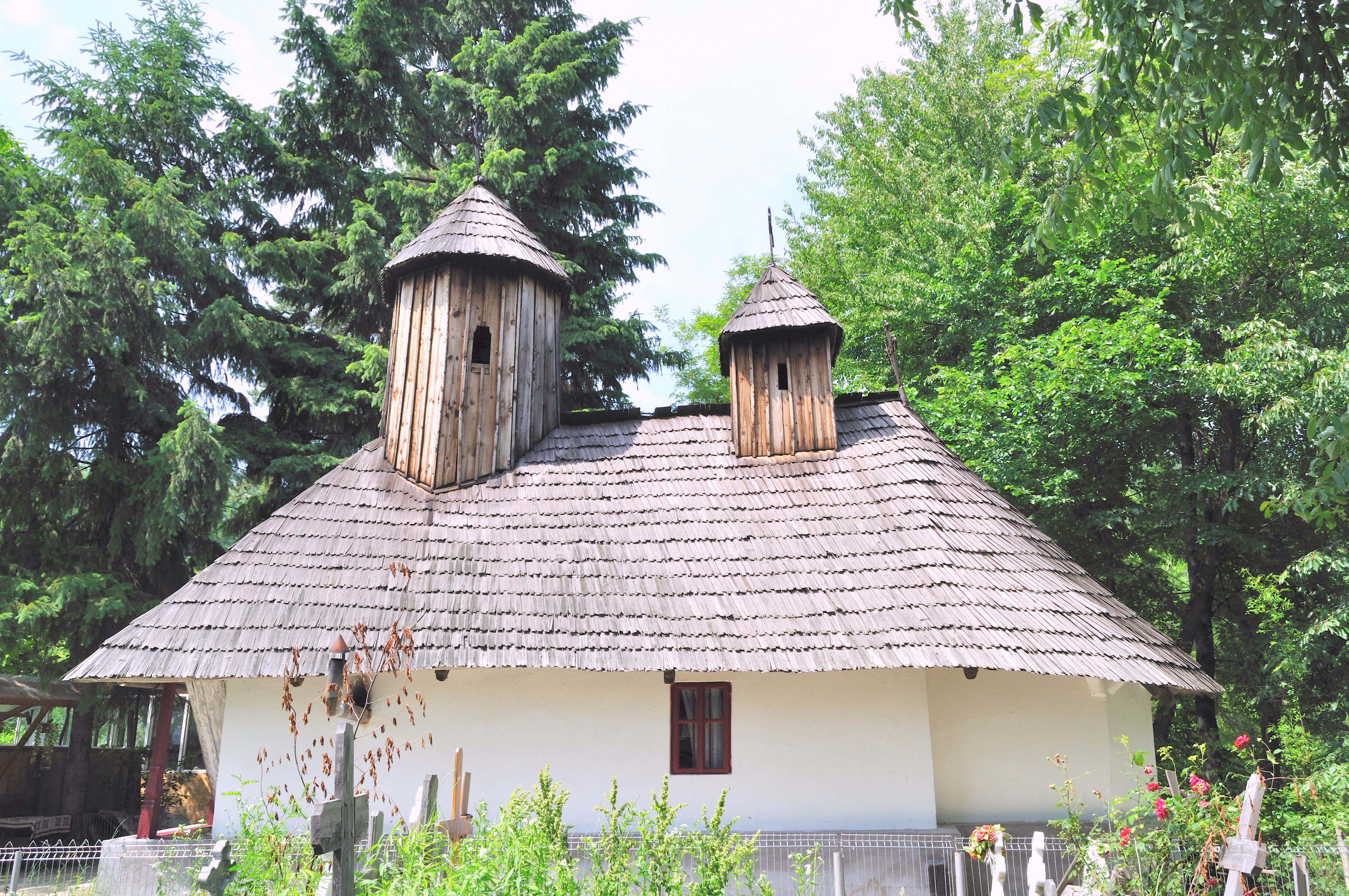
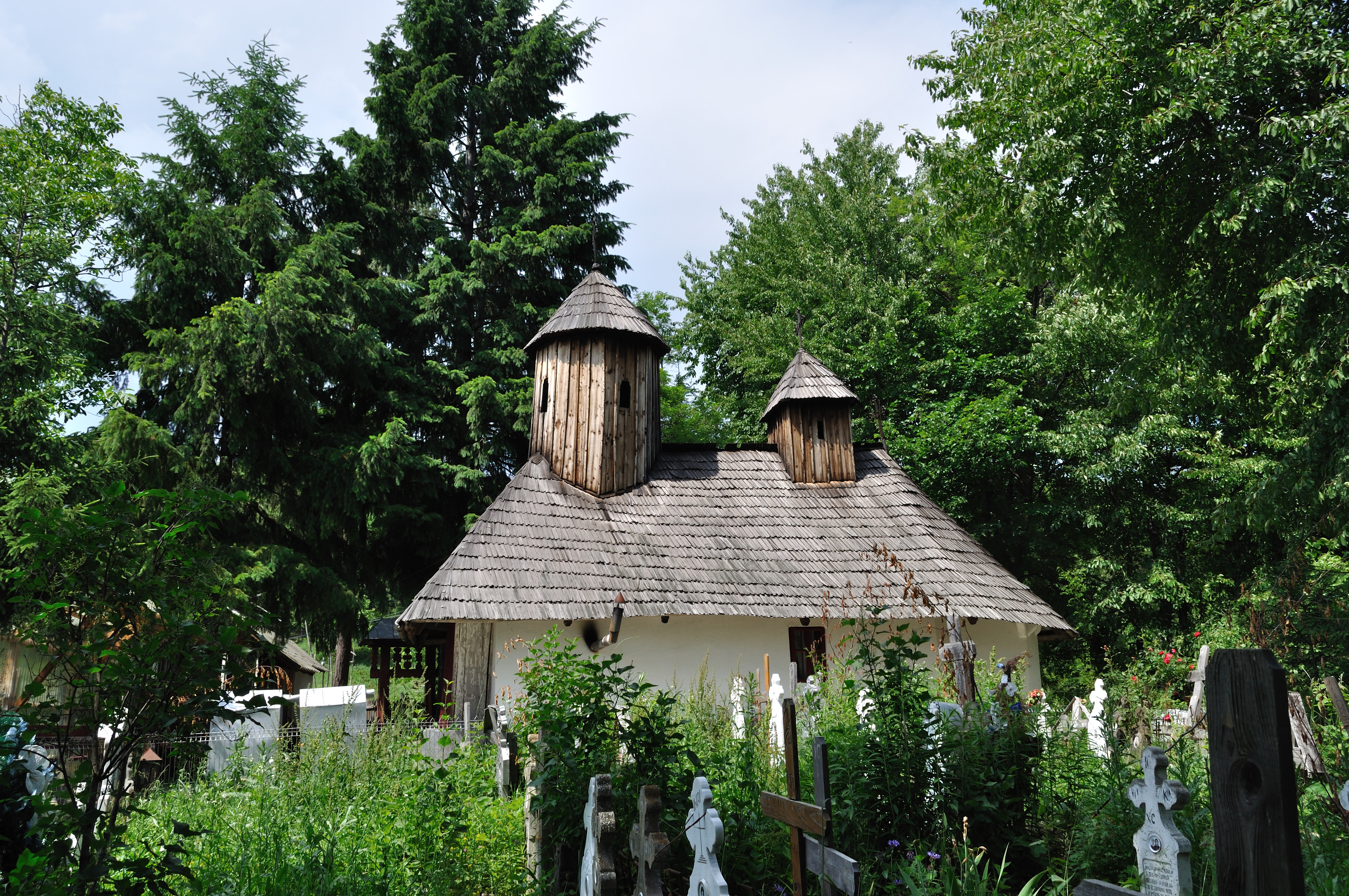

## Imagini din interior

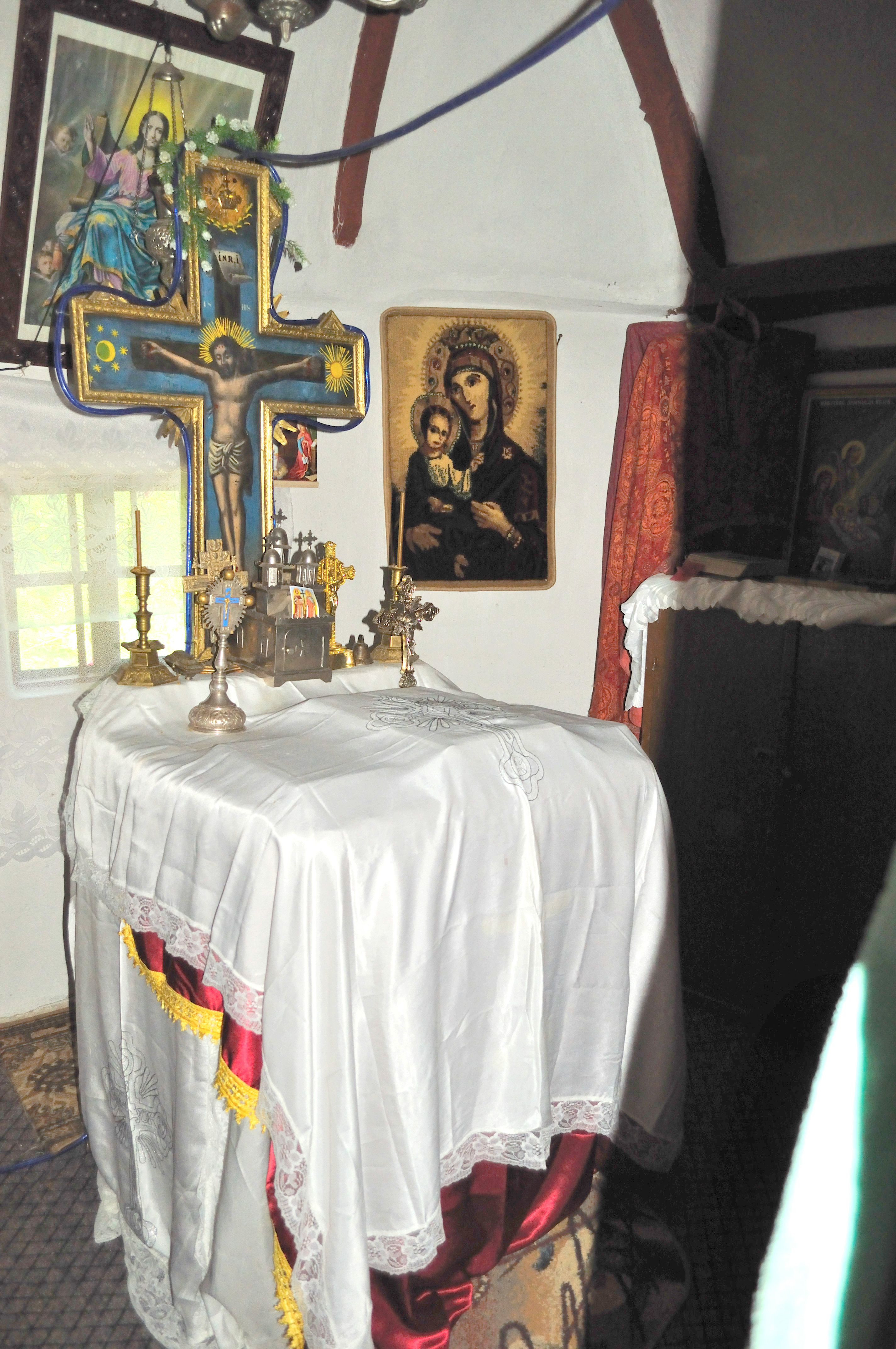
Masa altarului
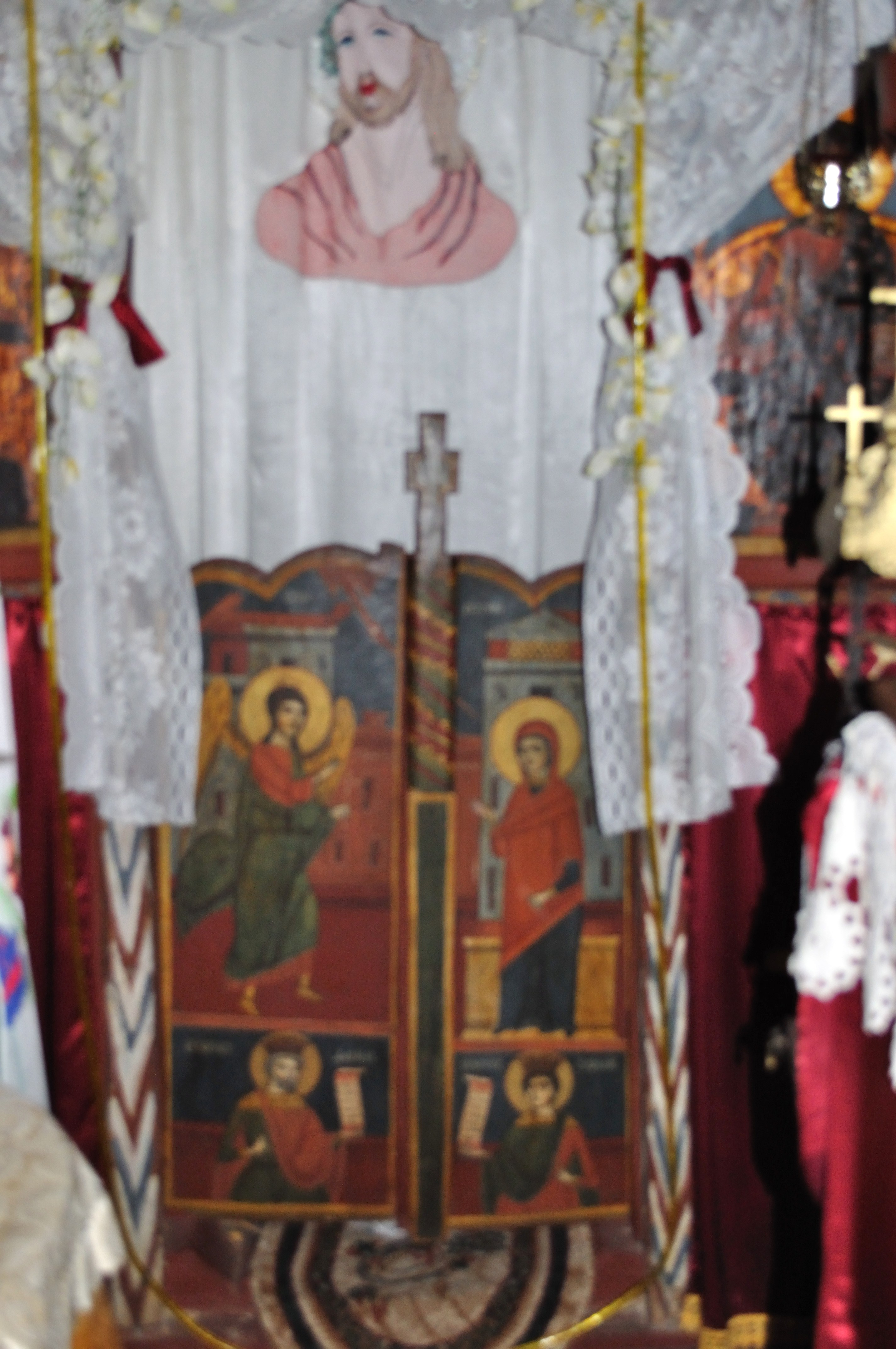
Ușile împărătești
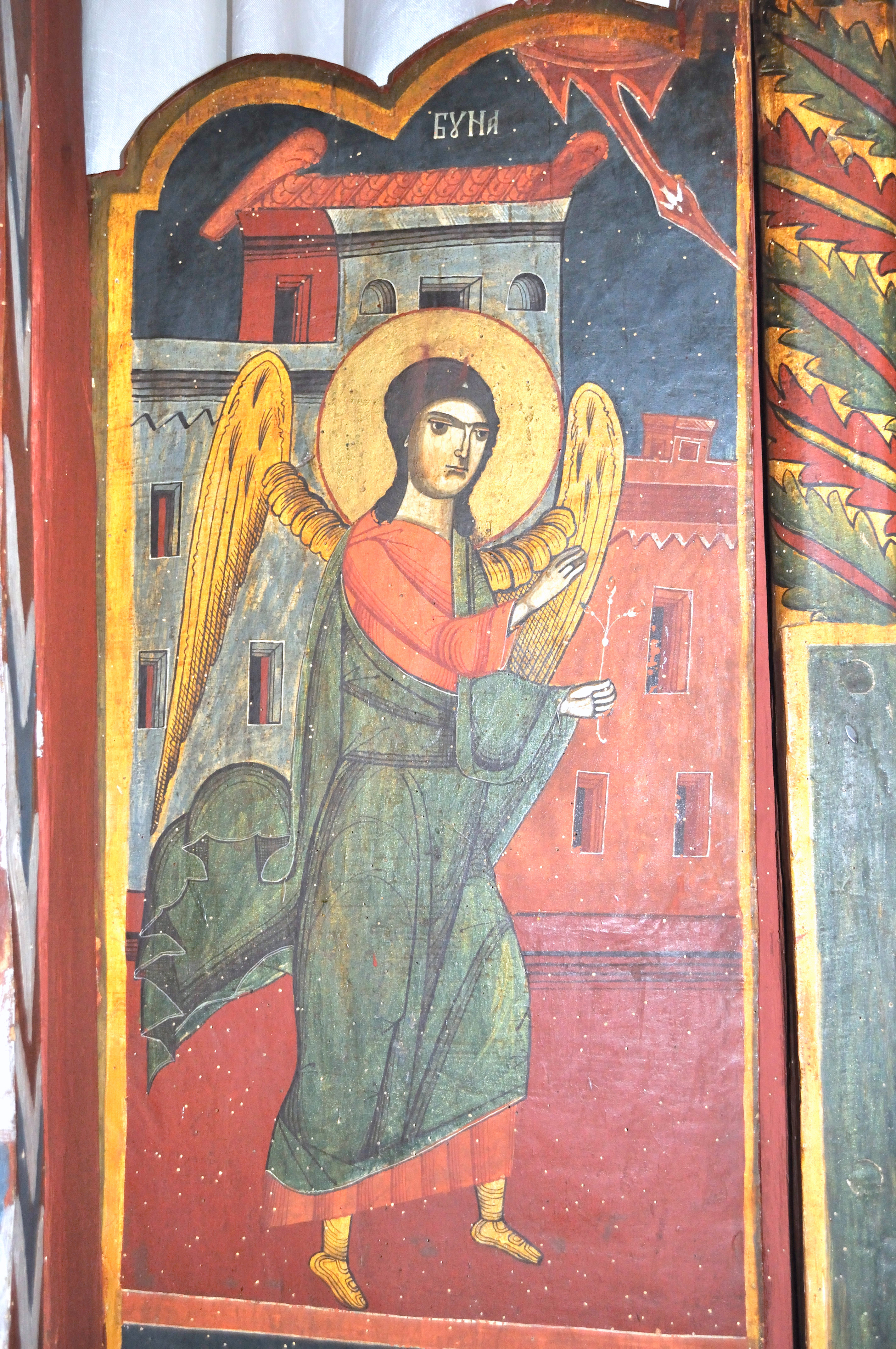
Ușă împărătească (detaliu)
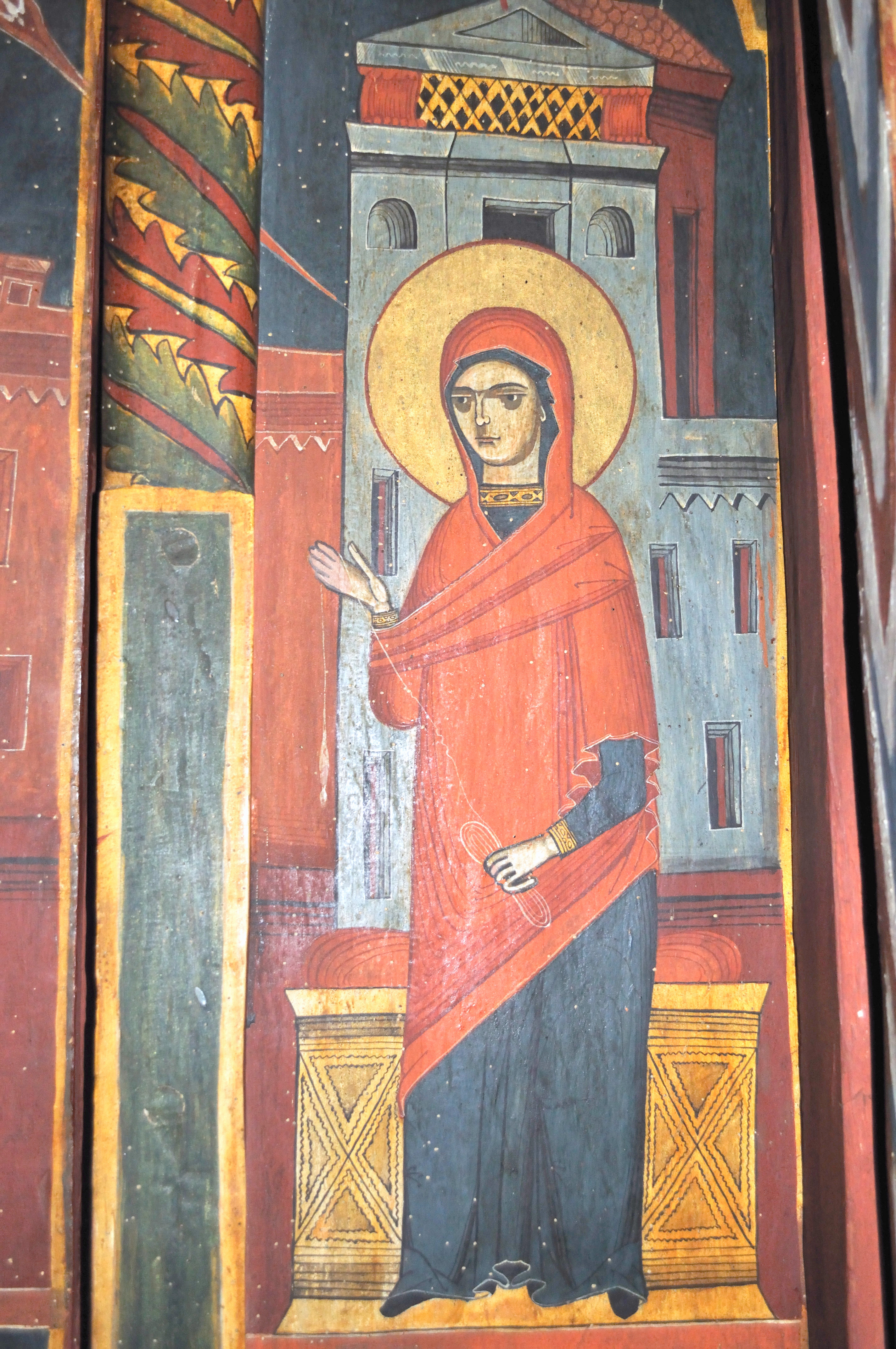
Ușă împărătească (detaliu)
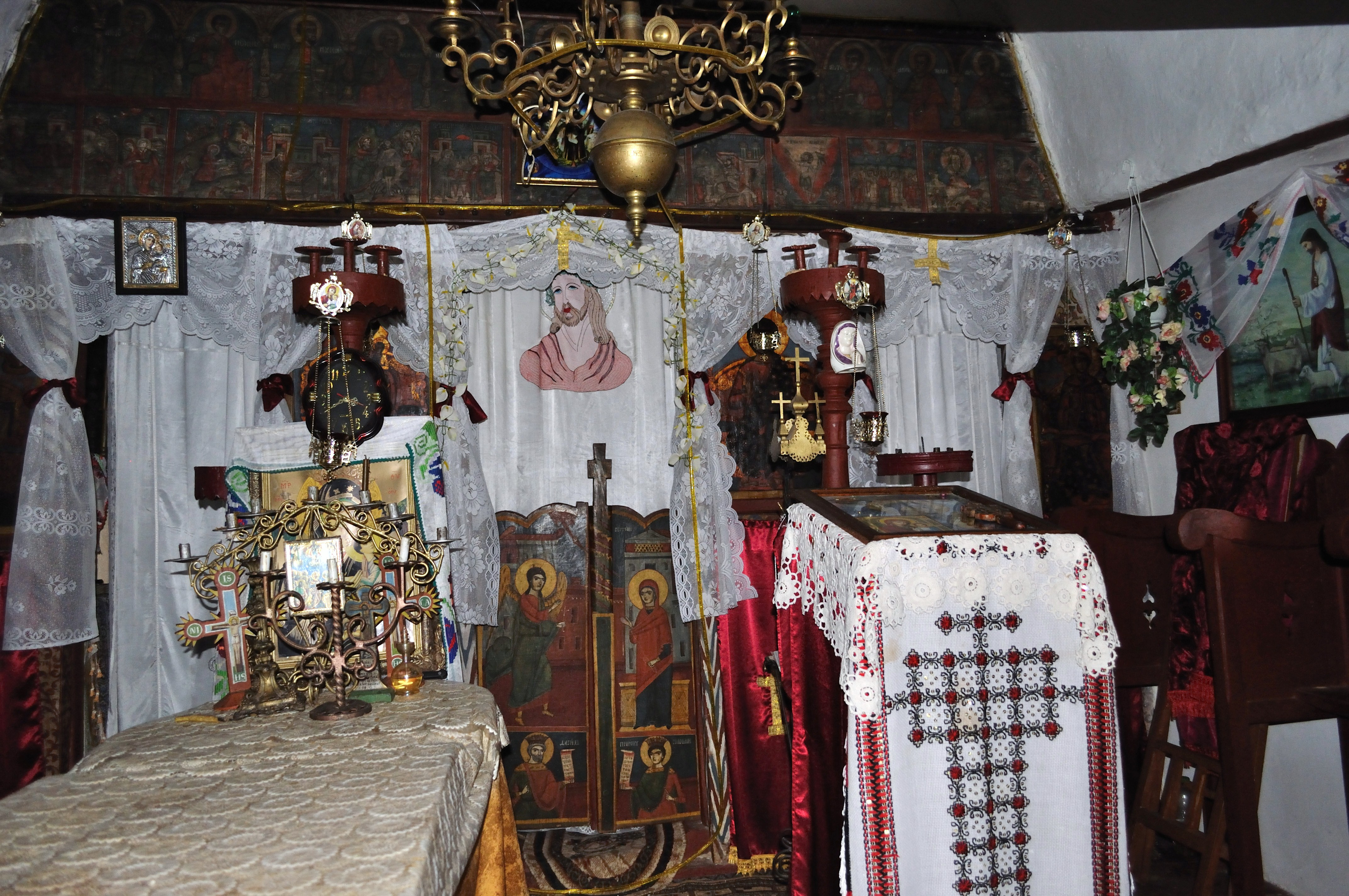
Interiorul navei
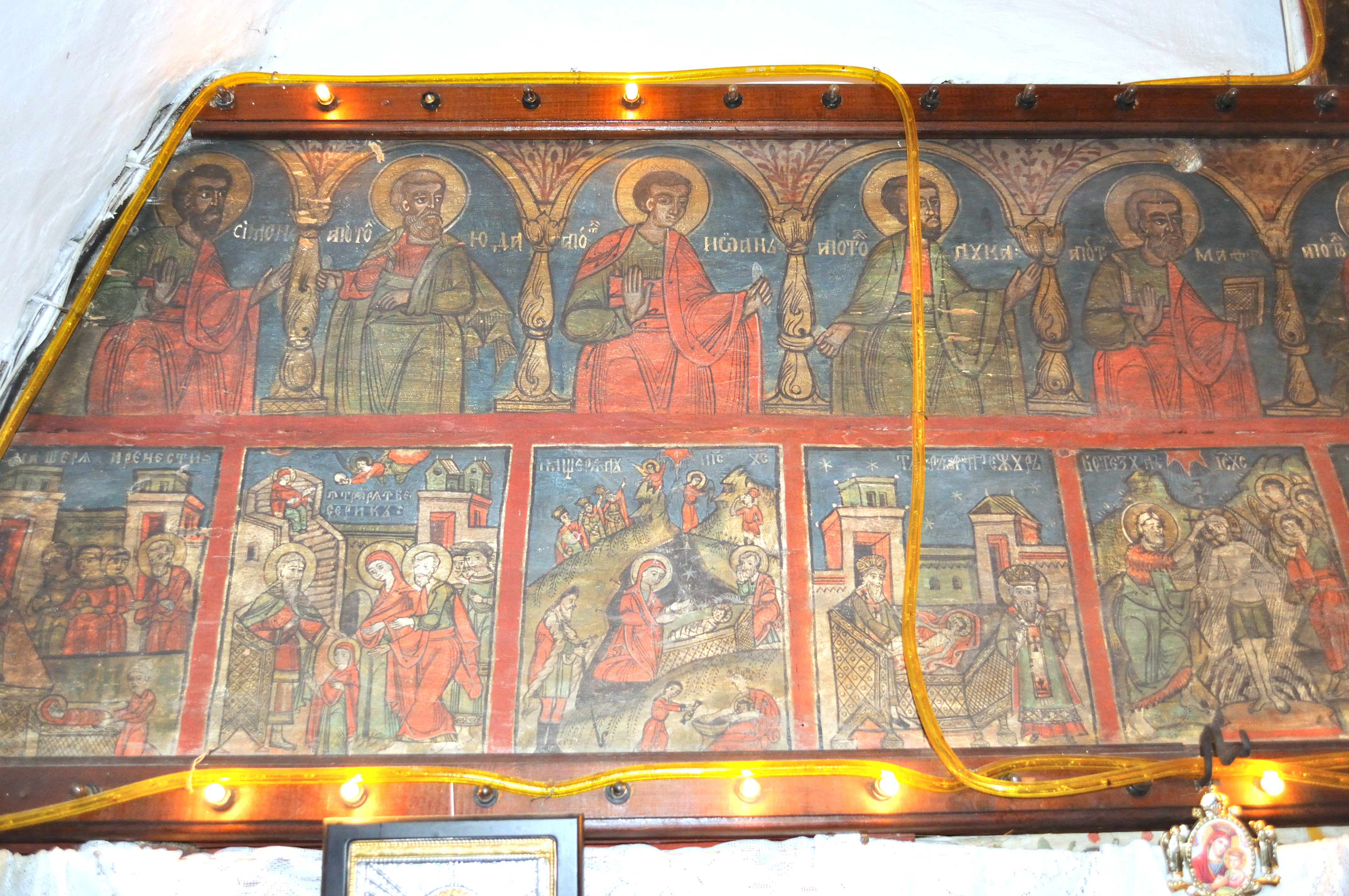
Catapeteasma (detaliu)
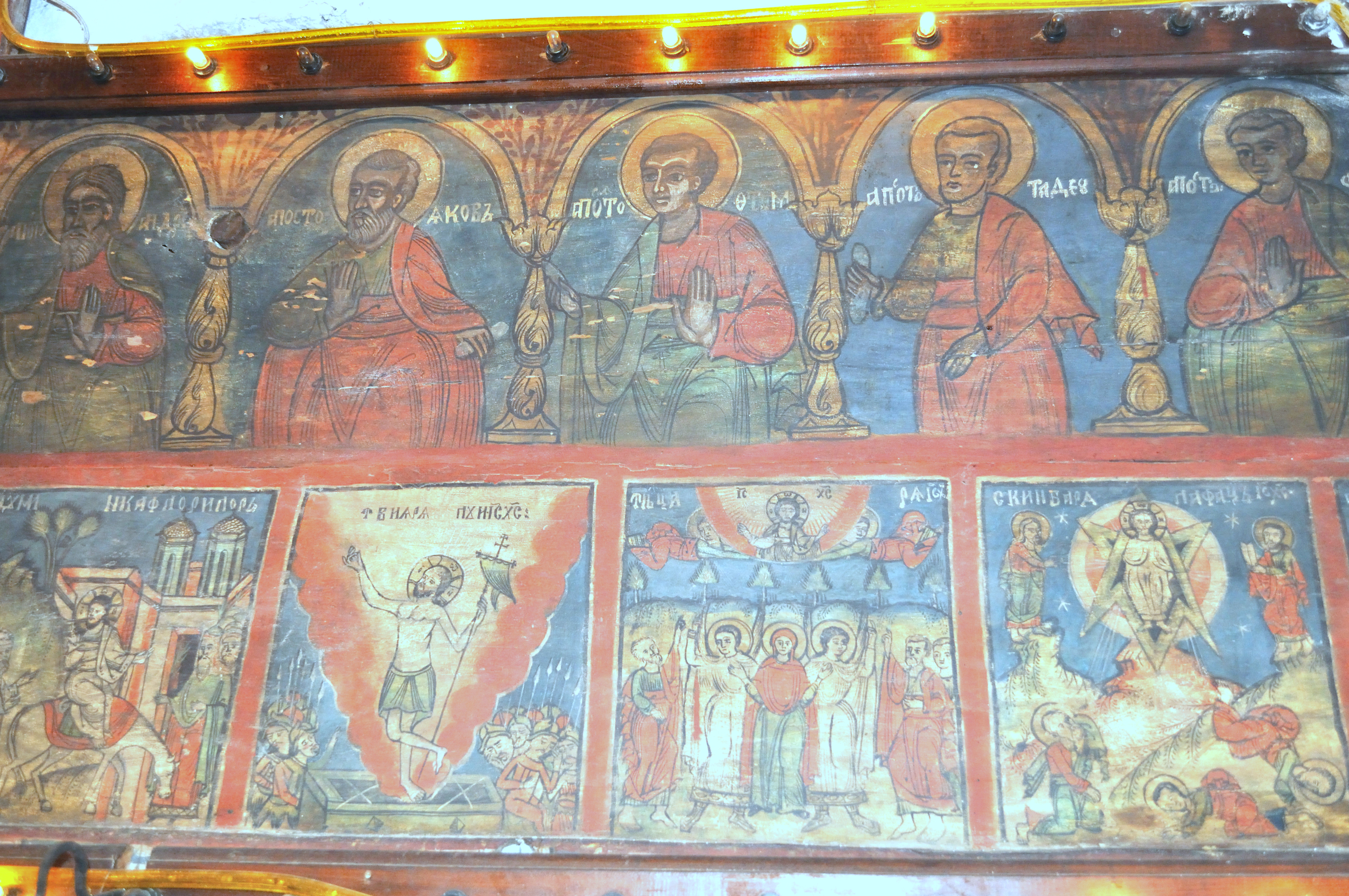
Catapeteasma (detaliu)
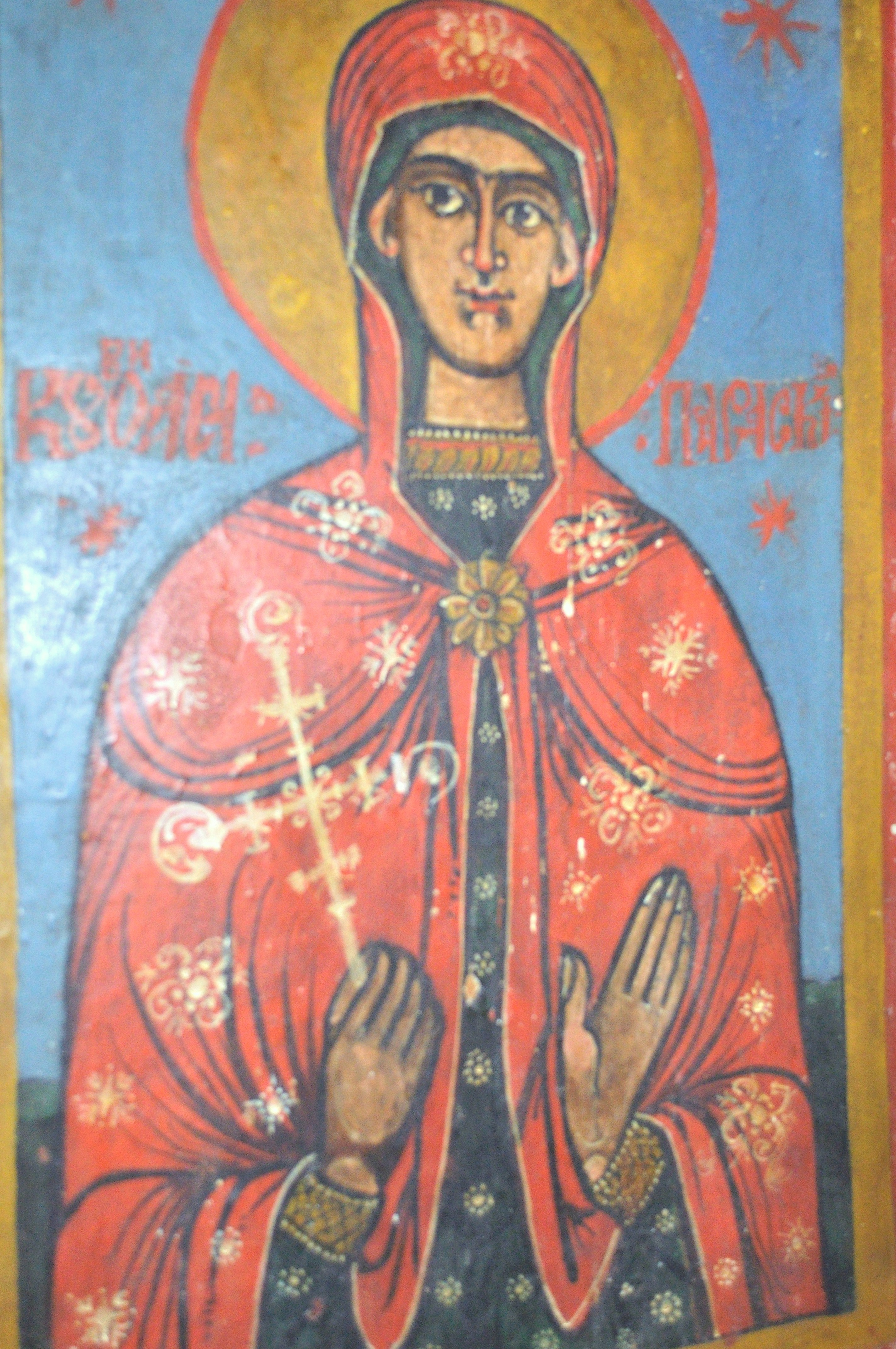
Icoana de hram
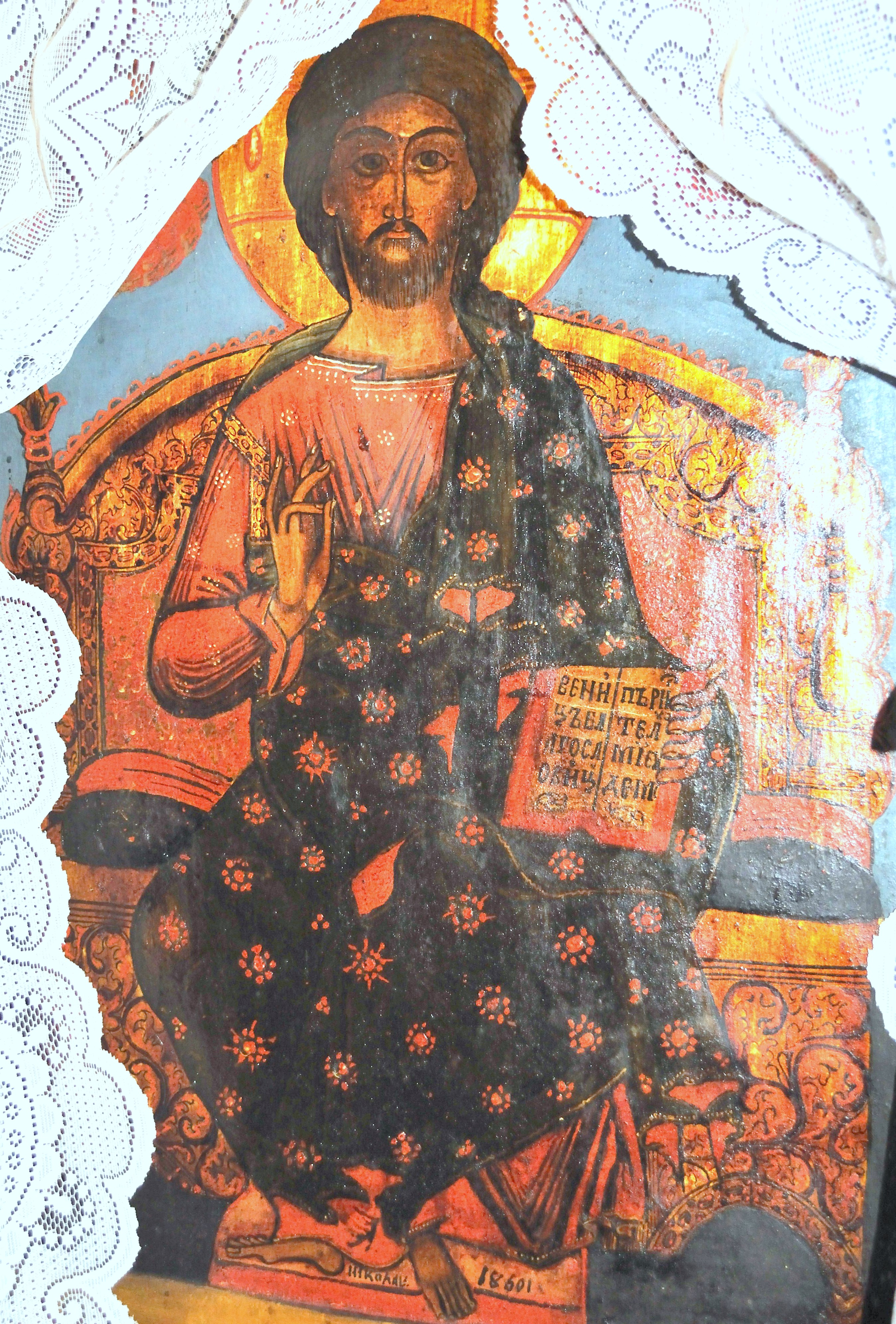
Icoana Mântuitorului
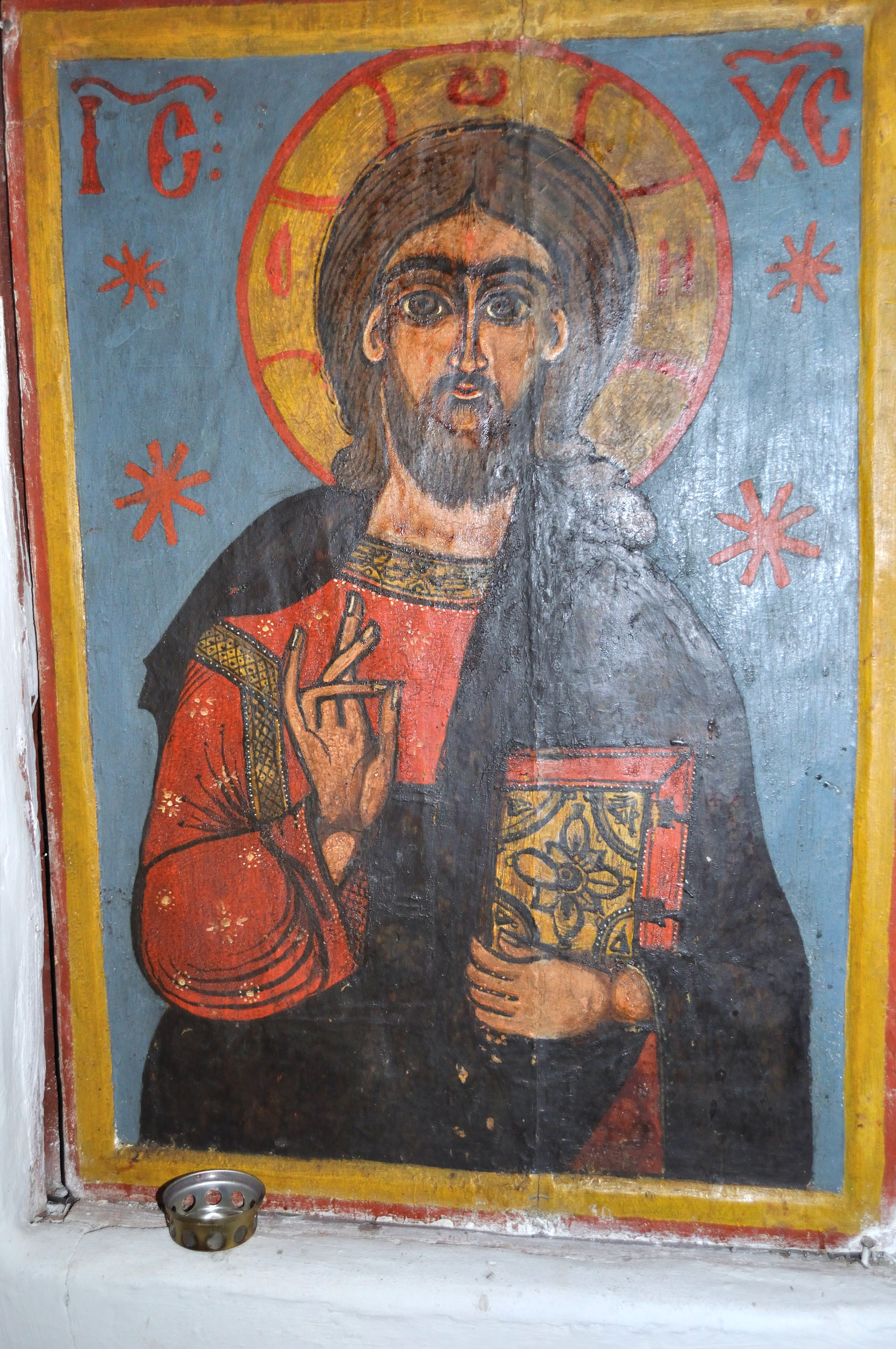
Iisus binecuvântând
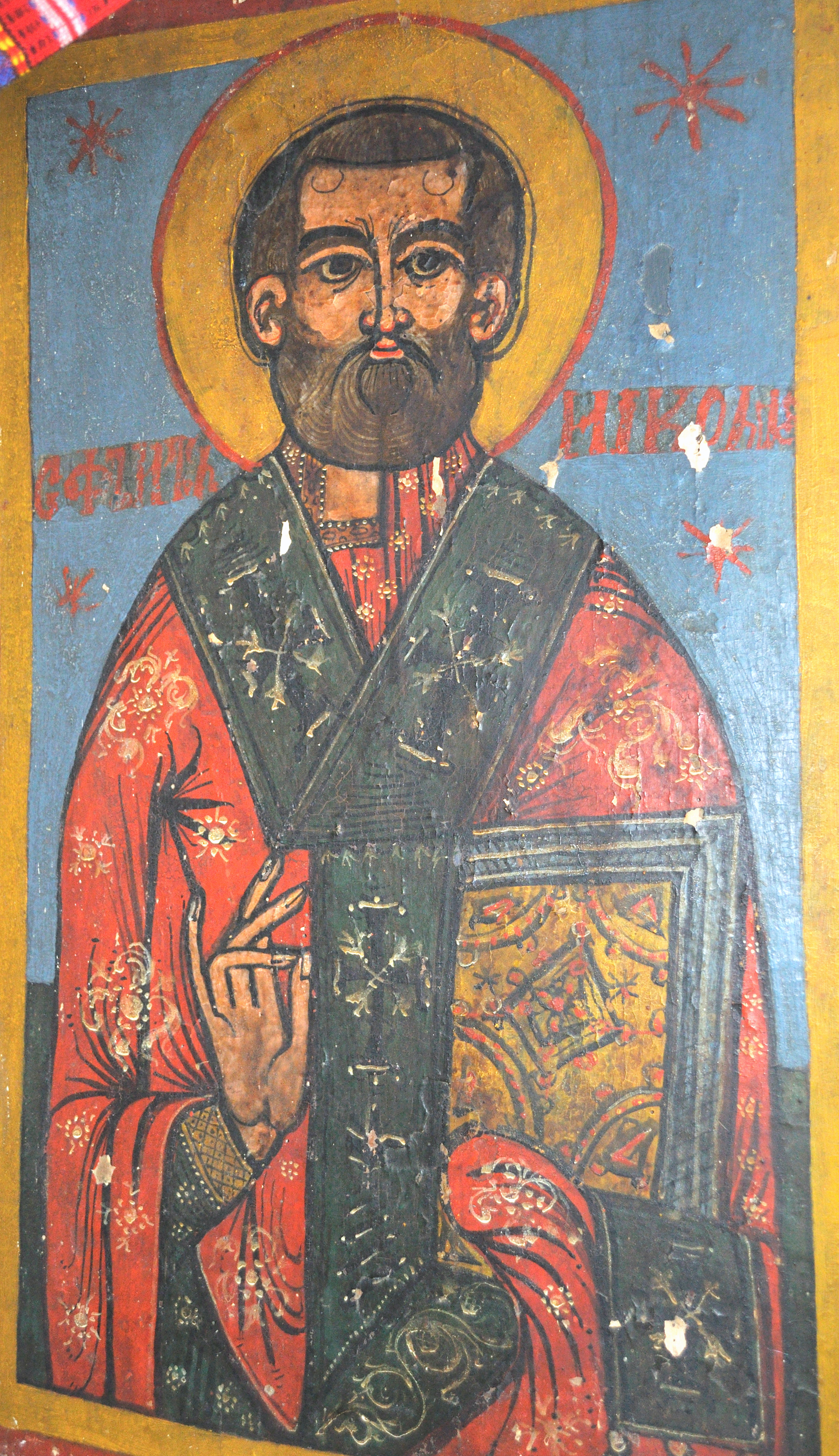
Sfântul Nicolae
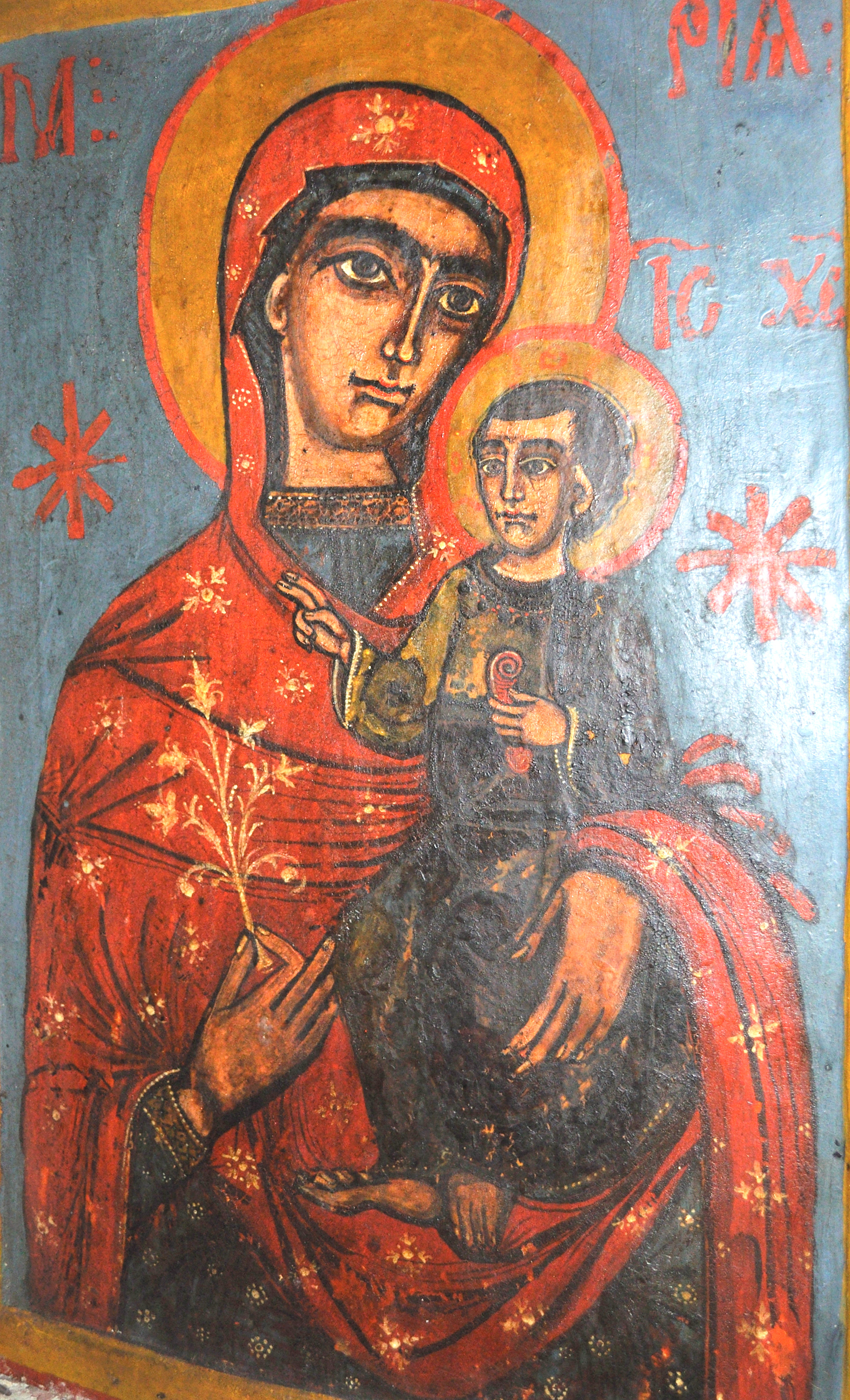
Maica Domnului cu pruncul
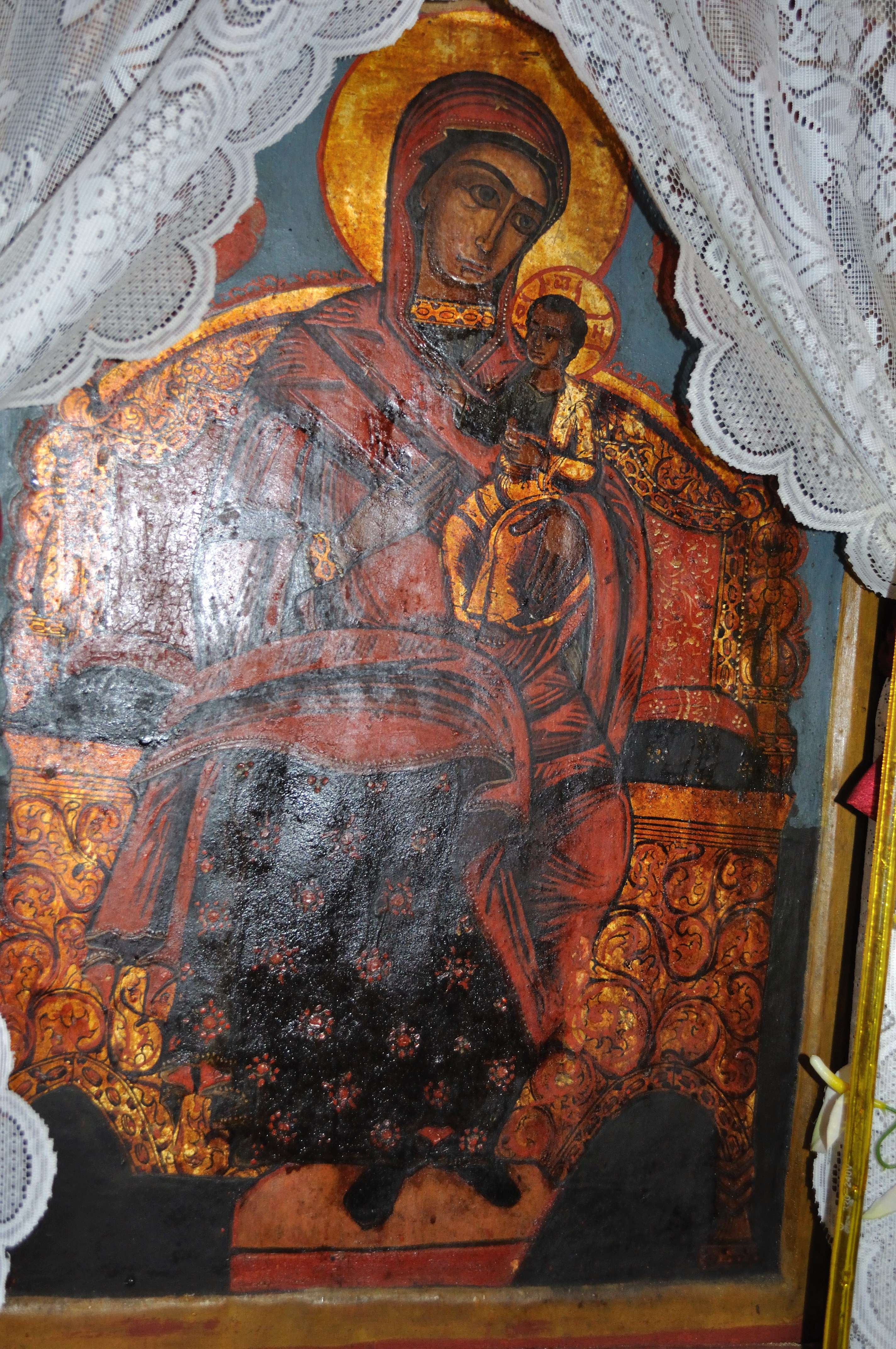
Maica Domnului cu pruncul
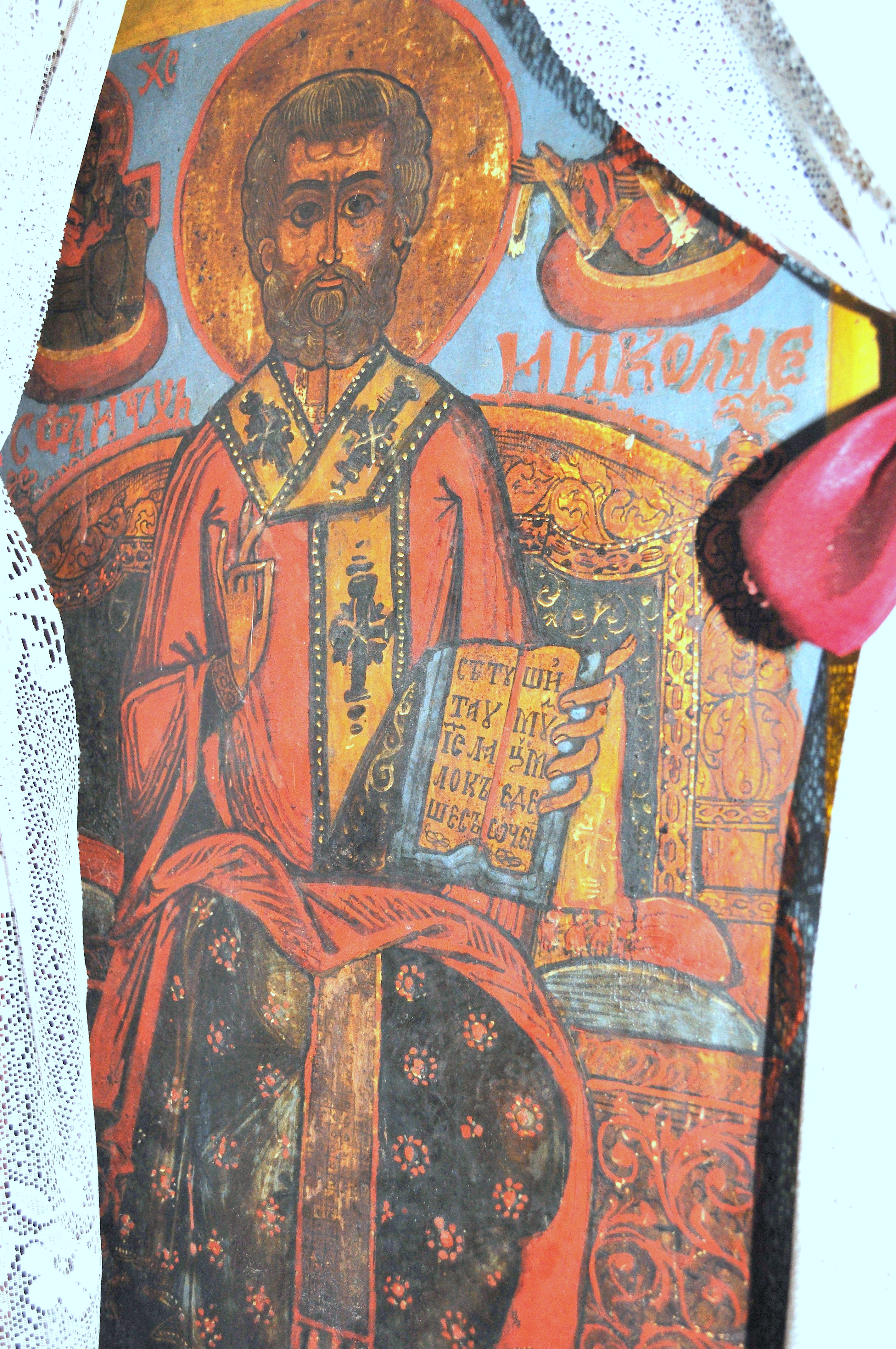
Sfântul Nicolae
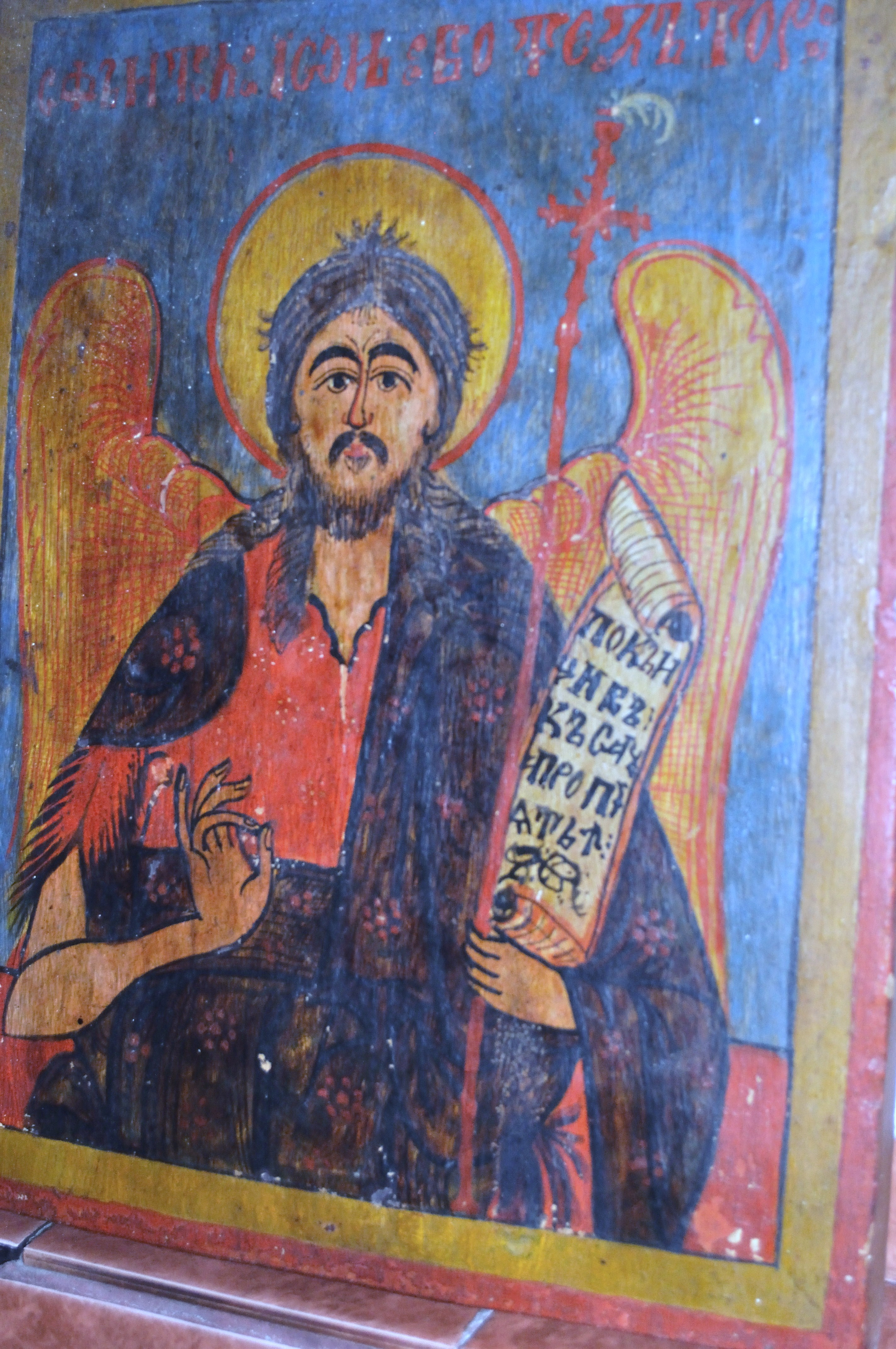
Arhanghelul Mihail
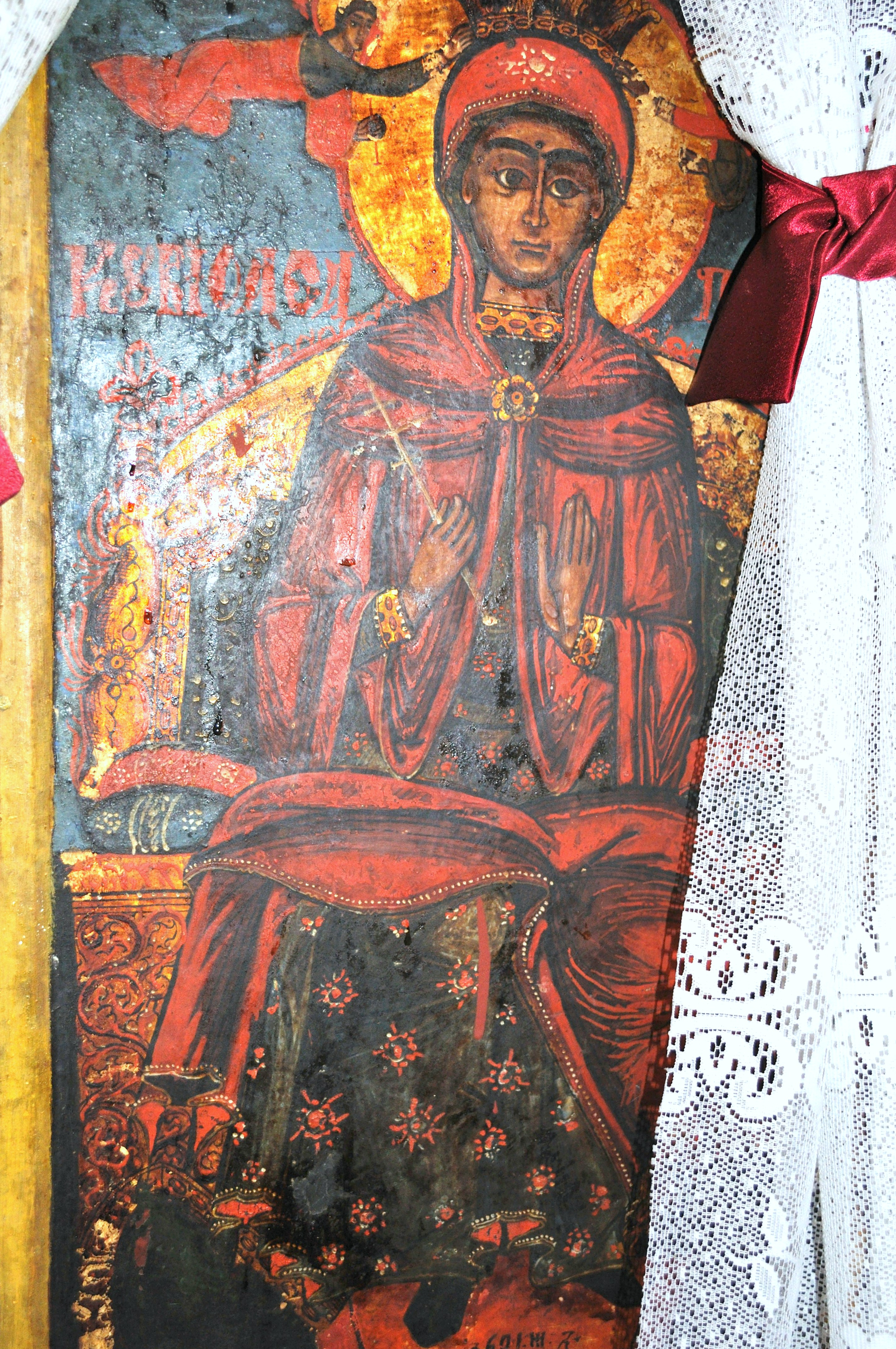
Cuvioasa Paraschiva
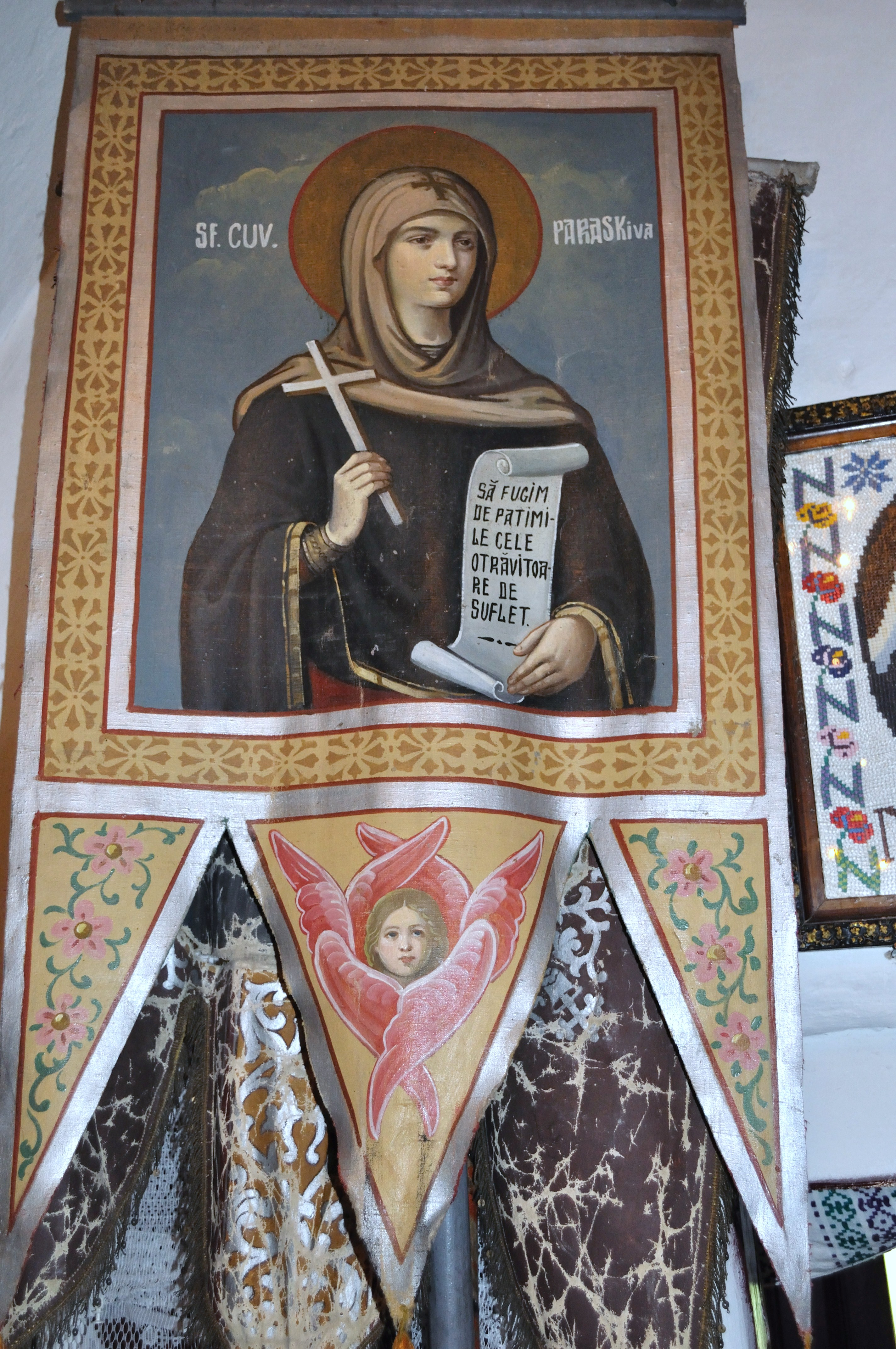
Prapur